# Болтенкова, Оксана Викторовна
Оксана Викторовна Болтенкова (род. 15 октября 1975) — российская самбистка и дзюдоистка, призёр чемпионатов России по дзюдо, чемпионка и призёр чемпионатов России по самбо, обладательница Кубка России по самбо, чемпионка Европы по самбо, чемпионка и призёр чемпионатов мира по самбо, Заслуженный мастер спорта России по самбо. Выступала в весовых категориях до и свыше 78 кг. Её наставниками были Василий Перчик и Марат Бибарцев.

## Спортивные результаты
- Чемпионат России по дзюдо 1994 года — ;
- Чемпионат России по дзюдо 1996 года — ;
- Чемпионат России по дзюдо 1997 года — ;
- Чемпионат России по дзюдо 1998 года (абсолютная категория) — ;
- Чемпионат России по дзюдо 1998 года (свыше 78 кг) — ;
- Чемпионат России по дзюдо 1999 года — ;
- Чемпионат России по дзюдо 2001 года (абсолютная категория) — ;
- Чемпионат России по дзюдо 2001 года (свыше 78 кг) — ;
- Чемпионат России по дзюдо 2002 года — ;
- Чемпионат России по дзюдо 2003 года — ;